# مارسل وودا
مارسل وودا (به انگلیسی: Marcel Wouda) (زادهٔ ۲۳ ژانویهٔ ۱۹۷۲) شناگر اهل هلند است.